# Nathan Phillips
Nathan Scott Phillips (Sunbury, Victoria, 13 de marzo de 1980) es un actor australiano que actualmente reside en Los Ángeles. Conocido por su papel como Ben Mitchell en Wolf Creek y por su debut en el cine estadounidense, Serpientes en el avión, junto a Samuel L. Jackson, en 2006.

## Filmografía
- Tuscaloosa (2019)
- Blood Vessel (2019)
- Hunters (2016)
- These Final Hours (2014)
- Atrapados en Chernobyl (2012)
- Surfer, Dude (2008)
- Dying Breed (2008)
- West (2007)
- Redline (2007)
- Snakes on a Plane (2006)
- Wolf Creek (2005)
- One Perfect Day (2004)
- Australian Rules (2003)
- Warriors of Virtue: The Return to Tao (2002)
- El club de la herradura (2001) - Red O'Malley
- Neighbours (1999)

## Premios
Nominado: 2001 Círculo de Críticos Cinematográficos de Australia: Mejor Actor (Australian Rules).